# Expedició 35
L'Expedició 35 va ser la trenta-cinquena missió de llarga duració a l'Estació Espacial Internacional (ISS). L'expedició va començar el 13 març de 2013, quan la tripulació de l'Expedició 34 va sortir de la ISS. Aquesta va ser la primera vegada que un astronauta canadenc, el Coronel Chris Hadfield, estava al comandament de l'estació. L'Expedició 35 també va ser la segona vegada que una tripulació de la ISS no és dirigida per un astronauta de la NASA, ni cosmonauta del Roscosmos, després de l'Expedició 21 en el 2009, quan l'astronauta de l'ESA, Frank de Winne, estava al comandament.

## Tripulació
| Posició           | Primera Part (Març del 2013)              | Segona Part (Març del 2013 a Maig del 2013)  |
| ----------------- | ----------------------------------------- | -------------------------------------------- |
| Comandant         | Chris Hadfield, CSA Tercer vol espacial   | Chris Hadfield, CSA Tercer vol espacial      |
| Enginyer de vol 1 | Thomas Marshburn, NASA Segon vol espacial | Thomas Marshburn, NASA Segon vol espacial    |
| Enginyer de vol 2 | Roman Romanenko, RSA Segon vol espacial   | Roman Romanenko, RSA Segon vol espacial      |
| Enginyer de vol 3 |                                           | Christopher Cassidy, NASA Segon vol espacial |
| Enginyer de vol 4 |                                           | Pàvel Vinogràdov, RSA Quart vol espacial     |
| Enginyer de vol 5 |                                           | Aleksandr Missurkin, RSA Primer vol espacial |

Font
NASA